# Quinua Cocha
Quinua Cocha o también llamado Laguna Quengua Cocha es una laguna de los Andes del norte peruanos en el departamento de Huánuco.

## Ubicación
Se localiza al suroeste del límite de los distritos de Arancay y Cochabamba de las provincias de Huamalíes y Huacaybamba respectivamente a una altitud de 3572 m s. n. m.